# Reyesia chilensis
Reyesia chilensis ist eine Pflanzenart aus der Gattung Reyesia in der Familie der Nachtschattengewächse (Solanaceae).

## Beschreibung
Reyesia chilensis ist eine ausdauernde Pflanze, die von einer verholzenden Basis stark verzweigt und drahtige, fein behaarte Zweige bildet. Die unteren Laubblätter sind umgekehrt lanzettlich, 4 bis 5 cm lang und 5 mm breit. Sie sind schwach gelappt oder ganzrandig, unbehaart und zum verlängerten Blattstiel verjüngt. Auf der Unterseite treten die Blattrippen deutlich hervor. Die oberen Laubblätter sind größtenteils zu linealischen Schuppen reduziert.
Die Blüten stehen verstreut endständig oder fast endständig. Die Blütenstiele sind fadenförmig, an der Spitze drüsig behaart und von schuppenartigen Tragblättern begleitet. Der Kelch ist fünflappig, glockenförmig oder urnenförmig und 2 mm lang, die Rippen verlängern sich bis zu den Spitzen der Kelchlappen und stehen abwechselnd zu den Bögen zwischen den Lappen. Die Krone ist weiß gefärbt, getrocknet ist sie auffällig bläulich geadert. Die Kronröhre verbreitert sich zunehmend, der Kronsaum ist glockenförmig und mit kurzen Kronlappen besetzt. Die vier Staubblätter sind zweigestaltig, die Staubfäden behaart. Der Griffel ist seitlich geflügelt, die Narbe ist zweiarmig.
Die Frucht ist eine vierklappige Kapselfrucht, die Klappen sind in etwa genauso lang wie die Kelchlappen. Die Früchte enthalten feine Samen.

## Vorkommen
Die Art ist in der Mitte Chiles verbreitet.